# Europapokal der Pokalsieger 1989/90
Der Europapokal der Pokalsieger 1989/90 war die 30. Ausspielung des Wettbewerbs der europäischen Fußball-Pokalsieger. 33 Klubmannschaften aus 32 Ländern nahmen teil, darunter Titelverteidiger FC Barcelona, 20 nationale Pokalsieger und 12 unterlegene Pokalfinalisten (FC Tschernomorez, AS Monaco, FC Admira/Wacker, FC Groningen, Djurgårdens IF, Brann Bergen, Cork City FC, Dinamo Bukarest, Real Valladolid, Ikast FS, Slovan Bratislava und Ferencváros Budapest). Vereine aus England waren nach der Katastrophe von Heysel weiterhin von der Teilnahme ausgeschlossen.
Aus Deutschland waren DFB-Pokalsieger Borussia Dortmund, aus der DDR FDGB-Pokalsieger BFC Dynamo, aus Österreich ÖFB-Cupsfinalist FC Admira/Wacker und aus der Schweiz Cupsieger Grasshopper Club Zürich am Start.
Im Finale im Ullevi Stadion von Göteborg bezwang Vorjahresfinalist Sampdoria Genua den RSC Anderlecht mit 2:0 nach Verlängerung.
Torschützenkönig wurde der Italiener Gianluca Vialli vom Titelträger Sampdoria mit 7 Toren.

## Modus
Die Teilnehmer spielten wie gehabt im reinen Pokalmodus mit Hin- und Rückspielen den Sieger aus. Gab es nach beiden Partien Torgleichstand, entschied die Anzahl der auswärts erzielten Tore (Auswärtstorregel). War auch deren Anzahl gleich fand im Rückspiel eine Verlängerung statt, in der auch die Auswärtstorregel galt. Herrschte nach Ende der Verlängerung immer noch Gleichstand, wurde ein Elfmeterschießen durchgeführt. Das Finale wurde in einem Spiel auf neutralem Platz entschieden. Bei unentschiedenem Spielstand nach Verlängerung wäre der Sieger ebenfalls in einem Elfmeterschießen ermittelt worden.

## Vorrunde
Das Hinspiel fand am 16. August, die Rückspiel am 30. August 1989 statt.
|                  | Gesamt |                  | Hinspiel | Rückspiel |
| ---------------- | ------ | ---------------- | -------- | --------- |
| FC Tschernomorez | 3:5    | KS Dinamo Tirana | 3:1      | 0:4       |

## 1. Runde
Die Hinspiele fanden am 12./13. September, die Rückspiele am 26./27. September 1989 statt.
|                            | Gesamt    |                         | Hinspiel | Rückspiel |
| -------------------------- | --------- | ----------------------- | -------- | --------- |
| TJ Slovan Bratislava CHZJD | 3:4       | Grasshopper Club Zürich | 3:0      | 0:4 n. V. |
| Belenenses Lissabon        | 1:4       | AS Monaco               | 1:1      | 0:3       |
| Real Valladolid            | 6:0       | Ħamrun Spartans         | 5:0      | 1:0       |
| US Luxemburg               | 0:5       | Djurgårdens IF          | 0:0      | 0:5       |
| FK Partizan Belgrad        | (a)6:6(a) | Celtic Glasgow          | 2:1      | 4:5       |
| Ferencváros Budapest       | 6:2       | Haka Valkeakoski        | 5:1      | 1:1       |
| KS Dinamo Tirana           | 1:2       | Dinamo Bukarest         | 1:0      | 0:2       |
| FC Groningen               | 3:1       | Ikast FS                | 1:0      | 2:1       |
| Panathinaikos Athen        | 6:5       | Swansea City            | 3:2      | 3:3       |
| RSC Anderlecht             | 10:00     | Ballymena United        | 6:0      | 4:0       |
| Brann Bergen               | 0:3       | Sampdoria Genua         | 0:2      | 0:1       |
| FC Barcelona               | 2:1       | Legia Warschau          | 1:1      | 1:0       |
| Beşiktaş Istanbul          | 1:3       | Borussia Dortmund       | 0:1      | 1:2       |
| FC Admira/Wacker           | 3:1       | AEL Limassol            | 3:0      | 0:1       |
| Torpedo Moskau             | 6:0       | Cork City               | 5:0      | 1:0       |
| Valur Reykjavík            | 2:4       | BFC Dynamo              | 1:2      | 1:2       |

## 2. Runde
Die Hinspiele fanden am 17./18. Oktober, die Rückspiele am 1. November 1989 statt.
|                     | Gesamt    |                         | Hinspiel | Rückspiel |
| ------------------- | --------- | ----------------------- | -------- | --------- |
| Borussia Dortmund   | 1:3       | Sampdoria Genua         | 1:1      | 0:2       |
| AS Monaco           | (a)1:1(a) | BFC Dynamo              | 0:0      | 1:1 n. V. |
| Real Valladolid     | 4:2       | Djurgårdens IF          | 2:0      | 2:2       |
| Panathinaikos Athen | 1:8       | Dinamo Bukarest         | 0:2      | 1:6       |
| Torpedo Moskau      | 1:4       | Grasshopper Club Zürich | 1:1      | 0:3       |
| RSC Anderlecht      | 3:2       | FC Barcelona            | 2:0      | 1:2 n. V. |
| FC Groningen        | 5:6       | FK Partizan Belgrad     | 4:3      | 1:3       |
| FC Admira/Wacker    | 2:0       | Ferencváros Budapest    | 1:0      | 1:0       |

## Viertelfinale
Die Hinspiele fanden am 6./7. März, die Rückspiele vom 20. bis 22. März 1990 statt.
|                 | Gesamt          |                         | Hinspiel | Rückspiel |
| --------------- | --------------- | ----------------------- | -------- | --------- |
| RSC Anderlecht  | 3:1             | FC Admira/Wacker        | 2:0      | 1:1       |
| Real Valladolid | 0:0 (1:3 i. E.) | AS Monaco               | 0:0      | 0:0 n. V. |
| Dinamo Bukarest | 4:1             | FK Partizan Belgrad     | 2:1      | 2:0       |
| Sampdoria Genua | 4:1             | Grasshopper Club Zürich | 2:0      | 2:1       |

## Halbfinale
Die Hinspiele fanden am 3./4. April, die Rückspiele am 18. April 1990 statt.
|                | Gesamt |                 | Hinspiel | Rückspiel |
| -------------- | ------ | --------------- | -------- | --------- |
| AS Monaco      | 2:4    | Sampdoria Genua | 2:2      | 0:2       |
| RSC Anderlecht | 2:0    | Dinamo Bukarest | 1:0      | 1:0       |

## Finale
| Sampdoria Genua                         | Sampdoria Genua | RSC Anderlecht | RSC Anderlecht |
| --------------------------------------- | --- | --- | -------------- |
| Sampdoria Genua                         | \| 9. Mai 1990 in Göteborg (Nya Ullevi) \| \| Ergebnis: 2:0 n. V. \| \| Zuschauer: 23.103 \| \| Schiedsrichter: Bruno Galler ( Schweiz) \| | \| 9. Mai 1990 in Göteborg (Nya Ullevi) \| \| Ergebnis: 2:0 n. V. \| \| Zuschauer: 23.103 \| \| Schiedsrichter: Bruno Galler ( Schweiz) \| | RSC Anderlecht |
| Sampdoria Genua                         | Gianluca Pagliuca – Luca Pellegrini , Moreno Mannini, Pietro Vierchowod, Amedeo Carboni – Fausto Pari, Srečko Katanec (93. Fausto Salsano), Giovanni Invernizzi (53. Attilio Lombardo), Giuseppe Dossena – Gianluca Vialli, Roberto Mancini Cheftrainer: Vujadin Boškov ( Jugoslawien) | Filip De Wilde – Georges Grün , Guy Marchoul, Stephen Keshi – Wim Kooiman, Patrick Vervoort, Charly Musonda, Arnór Guðjohnsen, Milan Janković (112. Luís Oliveira) – Marc Degryse (103. Luc Nilis), Marc Van Der Linden Cheftrainer: Aad de Mos ( Niederlande) | RSC Anderlecht |
| Sampdoria Genua                         | 1:0 Gianluca Vialli (105.) 2:0 Gianluca Vialli (107.) | | RSC Anderlecht |
| 9. Mai 1990 in Göteborg (Nya Ullevi)    | | |                |
| Ergebnis: 2:0 n. V.                     | | |                |
| Zuschauer: 23.103                       | | |                |
| Schiedsrichter: Bruno Galler ( Schweiz) | | |                |

## Beste Torschützen
| Rang | Spieler              | Klub                | Tore |
| ---- | -------------------- | ------------------- | ---- |
| 1    | Gianluca Vialli      | Sampdoria Genua     | 7    |
| 2    | Dorin Mateuț         | Dinamo Bukarest     | 4    |
|      | Florin Răducioiu     | Dinamo Bukarest     | 4    |
|      | Marc Degryse         | RSC Anderlecht      | 4    |
|      | Luc Nilis            | RSC Anderlecht      | 4    |
|      | Marc Van Der Linden  | RSC Anderlecht      | 4    |
|      | Dariusz Dziekanowski | Celtic Glasgow      | 4    |
|      | Milko Gjurovski      | FK Partizan Belgrad | 4    |